# 鹿討車站
鹿討車站（日语：／ Shikauchi eki */?）是由北海道旅客鐵道（JR北海道）所經營的鐵路車站，位於日本北海道空知郡中富良野町。本站是地方交通線富良野線的無人小站，由JR北海道旭川分社負責管轄。由於本站地處偏遠的農村地帶，因此使用率較低。而本站同富良野線的學田站和西中站等車站，有部分的普通列車會通過且不停靠。

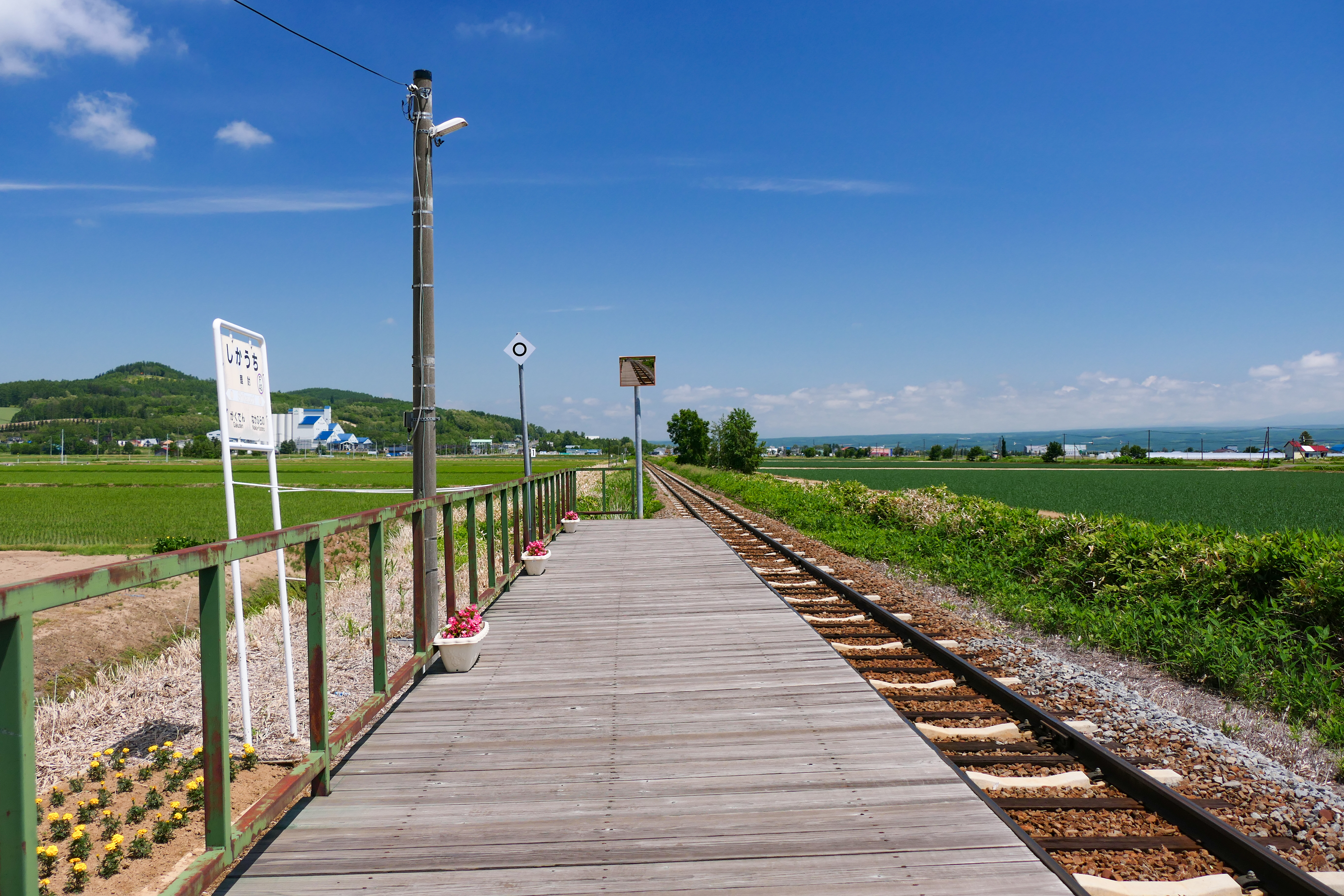
月台（2022年6月）

## 構造
本站為擁有只能容納1輛列車的側式月台1面1線的地面車站。站內只設置小型候車室，沒有設置洗手間。

## 周邊
本站位於為農村地帶，附近主要都是農田。
- 國道237號
- 中富良野町立南中、小學
- 中富良野町立宇文小學

## 歷史
- 1958年（昭和33年）3月25日 - 日本國有鐵道鹿討車站開始營運，處理乘客服務。
- 1987年（昭和62年）4月1日 - 國鐵分割民營化後，由JR北海道繼承業務。
- 1999年（平成11年） - 車站改建。

## 相鄰車站
北海道旅客鐵道（JR北海道）
■富良野線
學田（F44）－鹿討（F43）－中富良野（F42）

## 外部連結
- 鹿討車站（JR北海道旭川分社）（日語）
- 全驛參觀之旅（页面存档备份，存于）（日語）